# Chiroderma salvini
Chiroderma salvini é uma espécie de morcego da família Phyllostomidae, subfamília Stenodermatinae. Pode ser encontrada no México, Guatemala, Honduras, El Salvador, Costa Rica, Panamá, Colômbia, Venezuela, Equador, Peru e Bolívia. É caracterizada pela presença de quatro listas brancas na face e uma listra dorsal.

## Etimologia
O epíteto da espécie homenageia o naturalista inglês Osbert Salvin, que junto com Frederick Godman foi um dos idealizadores da obra "Biologia Centrali-Americana". O holótipo de Chiroderma salvini teria sido coletado na Costa Rica.

## Distribuição e Hábitat
Esta espécie ocorre no leste, sudeste e sul do México (ao sul do estado de Veracruz), na América Central e na América do Sul (norte, noroeste e oeste da Venezuela, oeste, norte e noroeste de Colômbia e oeste do Equador, no oeste, noroeste e sudoeste do Peru e noroeste e no oeste da Bolívia).
Os registros da espécie são provenientes de florestas tropicais úmidas, principalmente florestas submontanas e montanas. A distirbuição de C. salvini é associada a médias e altas elevações, com registros ocorrendo ao longo de a próximo a Sierra Madre Oriental, nas cordilheiras da América Central e em ambas as vertentes da Cordilheira dos Andes.